# Еври (Јон)
Еври (фр. Evry) насеље је и општина у источном делу централне Француске у региону Бургоња, у департману Јон која припада префектури Санс.
По подацима из 2011. године у општини је живело 369 становника, а густина насељености је износила 81,28 становника/km². Општина се простире на површини од 4,54 km². Налази се на средњој надморској висини од 70 метара (максималној 115 m, а минималној 61 m).

## Демографија
| 1962. | 1968. | 1975. | 1982. | 1990. | 1999. | 2011. |
| ----- | ----- | ----- | ----- | ----- | ----- | ----- |
| 125   | 128   | 119   | 196   | 275   | 336   | 369   |

График промене броја становника у току последњих година